# Irem M-10/M-15
Irem M-10/M-15 es una Placa de arcade creada por Irem destinada a los salones arcade.

## Descripción
El Irem M-10/M-15 fue lanzada por Irem en 1979.
Posee un procesador 6502 trabajando a una velocidad de 2.5 MHz.
En esta placa funcionaron 6 títulos.

## Especificaciones técnicas

### Procesador
- 6502 trabajando a 2.5 MHz

## Lista de videojuegos
- Andrómeda 55
- Green Beret
- Head On
- IPM Invader
- Sky Chuter
- Space Beam